# Brachyglossina mzabensis
Brachyglossina mzabensis är en fjärilsart som beskrevs av Louis Beethoven Prout 1938. Brachyglossina mzabensis ingår i släktet Brachyglossina och familjen mätare. Inga underarter finns listade i Catalogue of Life.